# Puchar Polski w piłce nożnej (1998/1999)
Puchar Polski w piłce nożnej mężczyzn 1998/1999 – 45. edycja rozgrywek mających na celu wyłonienie zdobywcy Pucharu Polski, który uzyskał tym samym prawo gry w I rundzie Pucharu UEFA w sezonie 1999/2000. Mecz finałowy odbył się na Stadionie Miejskim w Poznaniu.
Tytuł obroniła Amica Wronki, dla której był to drugi triumf w historii klubu.

## Runda wstępna
Mecze zostały rozegrane 24 lipca 1998.
Obra Kościan – Pogoń Świebodzin 1:2 (Jarecki 85'k. – Oczkowski 8' Warchoł 50')

Jagiellonka Nieszawa – MKS Kutno 3:1 (Nowakowski 9' Król 41' Rutkowski 51' – Mikas 66')

Unia Skierniewice – Piast Błaszki 3:5 (Nowak 67' Szefer 68' Markiewicz 69' – Stasiak 29' 42' 70' Kaczmarek 48' Polewski 86')

Patria Buk – Czarni Witnica 4:2 dogr. (Tierling 65' 116' Asyjczyk 65' sam. Hoeft 112' – Jagodziński 17' Olejniczak 20')

Pogoń Siedlce – AZS Podlasie Biała Podlaska 1:2 (Kowalczyk 50' – Trojecki 31'k. Kopytiuk 65')

Kamax Kańczuga – Izolator Boguchwała 7:1 (Pietluch 15' 28' 45' 55' Słysz 36' 82' Pacuła 41' – Skiba 41')

Pomezania Malbork – Pogoń Lębork 2:1 (Barnat 1' Włodarczyk 80' – Miasnikow 28')

KemBud II Jelenia Góra – Nysa Kłodzko 1:1, k. 3:4 (Komorowski 40'k. – Piwowar 51')

Sparta Brodnica – Orzeł Biały Wałcz 0:0, k. 1:3

## I runda
Mecze zostały rozegrane w dniach 28–30 lipca 1998.
Żbik Nasielsk – Legia II Warszawa 3:0 (Macias 10' 58' Sapiński 75'k.)

Energetyk Gryfino – Gryf Polanów 2:1 (Buciński 51'k. M.Łapiński 89' – Mrożewski 23')

Gryf Wejherowo – Pomezania Malbork 3:1 (Ślusałek 44' Lewandowski 60' Rutkowski 62' – Kozłowski 89'k.)

Orzeł Biały Wałcz – Goplania Inowrocław 1:3 (Myszka 90'k. – Seweryn 38' Kretkowski 60' Bakiera 85')

Mrągowia Mrągowo – Mazur Ełk 5:4 dogr. (Ziemak 7' 93' Kościuczuk 39' Hałaburda 105' Jałoszewski 115' – Petelski 57' 72' Skalski 106' 120'k.)

Patria Buk – Pogoń Świebodzin 1:3 dogr. (Szopka 36' – Iwanowski 90' Puchacz 102' 108')

Jagiellonka Nieszawa – Górnik Kłodawa 7:0 (Król 2' 32' 38' 62' Kwasiborski 45' 70' Nowakowski 52')

Ostrovia Ostrów Mazowiecka – Olimpia Zambrów 1:4 dogr. (Dmochowski 14' – Anuszkiewicz 75' Brzózka 112' Jastrzębski 114' Gocłowski 119')

Polonia Kępno – Piast Błaszki 0:2 (Gostyński 11' Somała 30')

Jagiellonia Białystok – AZS Podlasie Biała Podlaska 3:0 (vo) (Twarowski 81')

Nysa Kłodzko – Chrobry Głogów 1:2 dogr. (Pachołek 118' – Augustyniak 95' Dopierała 102') 

Odra II Opole – Polonia Środa Śląska 2:1 dogr. (Sieńczewski 67' 111' – Sikorski 30')

Start Łódź – Piotrcovia Piotrków Trybunalski 1:2 (Walas 5' – Buchowicz 49' Gondzia 84')

Raków II Częstochowa – Grunwald Ruda Śląska 0:1 (Pawlik 70')

MZKS Alwernia – Unia Oświęcim 2:0 (Kuźmiński 30' Kuciel 85')

Lewart Lubartów – Szydłowianka Szydłowiec 3:1 (Czerebak 25' Kowalczyk 61' Sanecki 80' sam. – Jachowski 65')

Granica Dorohusk – Tomasovia Tomaszów Lubelski 0:2 (Iwanicki 9' Koperwas 52')

GKS Rudki – Stal II Stalowa Wola 0:3 (Dziuba 4' 71' Czubat 90'k.)

Sanovia Lesko – Kamax Kańczuga 2:3 (Szewczyk 3' 41' – Pietluch 17' Pacuła 47' Słysz 55')

Glinik Gorlice – Wisłoka Dębica 2:2, k. 3:5 (Winiarski 43' Igielski 83' – Kasprzyk 26' Gromaka 37')

## II runda
Do rozgrywek dołączyły kluby drugoligowe wg stanu z poprzedniego sezonu. Mecze zostały rozegrane w dniach 11–12 sierpnia 1998.
Czuwaj Przemyśl – Hetman Zamość 0:11 (Gajda 7' sam. Pliżga 15' 43' 45' 89' Sobczak 28' Cios 54' Grzechowiak 60' Helwig 83' 84' 89')

Energetyk Gryfino – Aluminium Konin 0:2 dogr. (Gajewski 115' Kolisz 116')

Chemik Police – Lechia Zielona Góra 1:1, k. 4:2 (Sapiński 70' – Gruchociak 16')

Goplania Inowrocław – Lechia/Polonia Gdańsk 2:4 (Hutek 57' Szefler 90' – Fedoruk 44' Szymura 47' Kugiel 72' 81')

Warmia Olsztyn – Elana Toruń 1:0 (Łuczak 44')

Mrągowia Mrągowo – GKS Bełchatów 0:7 (Kalkowski 39' 62' 78' Jakóbczak 43' 59' 81' Pranagal 84')

Olimpia Zambrów – Jeziorak Iława 0:1 (Pasik 50')

Chrobry Głogów – Varta Namysłów 0:5 (Berliński 45' Cieśla 54' Konon 56' Łuszczyński 77' 86') 

Pogoń Świebodzin – Miedź Legnica 2:2, k. 1:3 (Jastrzębski 34' Zieziula 56' – Charciarek 10' Łacina 87')

Żbik Nasielsk – RKS Radomsko 0:5 (Włoch 35' 36' 47' Sermak 46' Tomasik 70')

Warta Poznań – Śląsk Wrocław 1:5 (Prabucki 28' – Broniszewski 31' 55' Jezierski 36' 45' 53')

Piotrcovia Piotrków Trybunalski – Polonia/Szombierki Bytom 2:0 (Dziedzic 16' Soszyński 67')

Piast Błaszki – Naprzód Rydułtowy 1:3 (Będkowski 45' – Kowalczyk 67' 78' Kałka 74')

Lewart Lubartów – Stal Stalowa Wola 0:3 (Ożóg 12' Adamus 60' Podlasek 71')

Tomasovia Tomaszów Lubelski – Korona Kielce 0:3 (Kozubek 18' Pastuszka 26' Jańczak 80')

Jagiellonia Białystok – Avia Świdnik 0:2 (Bender 69' Ziarkowski 78')

Świt Nowy Dwór Mazowiecki – Górnik Łęczna 3:0 (Sazanowicz 58' Łachacz 86' Reginis 90')

Wisłoka Dębica – Wawel Kraków 1:2 dogr. (Stalec 28 – Kozik 14' Przytuła 93')

Kamax Kańczuga – Unia Tarnów 3:2 (Słysz 30' 67' 70' – Jasiak 16' Czerwiec 60')

Grunwald Ruda Śląska – Hutnik Kraków 2:1 (Przybyła 40' Wróbel 51' – Stolarz 35')

Odra II Opole – Ruch Radzionków 0:4 (Jarosz 30' Cegiełka 49' Koseła 57' Bonk 60')

Jagiellonka Nieszawa – Ceramika Opoczno 2:1 (Król 79' 83' – Kowalczyk 37')

Odra Opole – Górnik Wałbrzych 0:3 (Wojtarowicz 31' Murawski 74'k. 83'k.)

Gryf Wejherowo – Zawisza Bydgoszcz 3:1 (Rutkowski 25' 80' Mądrzak 39' – Kuczyński 77')

Stal II Stalowa Wola – Cracovia 0:3 (Powroźnik 13' Kmak 27' Tokarczyk 79' sam.)

Kujawy Włocławek – MŻKS Myszków 0:3 (vo)

MZKS Alwernia – Okocimski KS Brzesko 3:0 (vo)

KemBud Jelenia Góra – Sokół Tychy

## III runda
Mecze zostały rozegrane 23 września 1998.
Gryf Wejherowo – Lechia/Polonia Gdańsk 0:0, k. 3:4

MZKS Alwernia – Wawel Kraków 2:4 (Gołdyn 3' Kazimierski 67' sam. – Careca 39' Łatka 50' Szeliga 59' Szewczyk 70')

Jagiellonka Nieszawa – Aluminium Konin 1:1, k. 4:5 (Król 81' – Gajewski 12')

Świt Nowy Dwór Mazowiecki – Jeziorak Iława 1:0 (Sazanowicz 70')

Kamax Kańczuga – Hetman Zamość 0:2 (Pliżga 56' 65')

Miedź Legnica – KemBud Jelenia Góra 1:2 (Kujawa 71' – Gorząd 35' Wrona 48')

Cracovia – MŻKS Myszków 1:0 (Kmak 58')

RKS Radomsko – Piotrcovia Piotrków Trybunalski 3:2 (Felich 33' Kłosiński 57' Dąbrowski 81' – Krysiński 4' Buchowicz 73')

Varta Namysłów – Górnik Wałbrzych 3:1 (Dziubek 40' Cieśla 59' Mizgała 75' – Zawadzki 89')

Chemik Police – Śląsk Wrocław 1:0 (Sapiński 40')

Korona Kielce – Avia Świdnik 2:2, k. 4:2 (Pastuszka 50' Pacoń 66'k. – Ziarkowski 37' Chi Fon 86')

Grunwald Ruda Śląska – Ruch Radzionków 3:1 (Bąk 29' Zajdel 33' Starowicz 88' – Janoszka 87'k.)

Warmia Olsztyn – GKS Bełchatów 1:3 (Łuczak 25' – Bykowski 53' 86' Jakóbczak 89')

Stal Stalowa Wola – Naprzód Rydułtowy 0:3 (vo)

## 1/16 finału
Do rozgrywek dołączyły kluby pierwszoligowe wg stanu z poprzedniego sezonu. Mecze zostały rozegrane 14 października 1998.
RKS Radomsko – Górnik Zabrze 1:0 (Połubiński 61'k.)

Wawel Kraków – Grunwald Ruda Śląska 1:0 (Szewczyk 33')

KemBud Jelenia Góra – Wisła Kraków 1:3 (Jelonkowski 20' – Kulawik 7' Niciński 13' Frankowski 73')

Aluminium Konin – Pogoń Szczecin 6:0 (Orzeszek 19' Oleszek 45' Griszczenko 46' Witek 56' Wojciechowski 61' Gadomski 81')

Chemik Police – Amica Wronki 0:2 (Kryszałowicz 8' Sobociński 56')

Cracovia – GKS Katowice 2:3 (Walankiewicz 54' Baster 63' – Adamus 30' Miąszkiewicz 65'k. 75')

Groclin Grodzisk Wielkopolski – Zagłębie Lubin 2:2, k. 4:3 (Prusek 27' Jutrzenka 77' – Klimek 13' 37')

Hetman Zamość – GKS Bełchatów 0:4 (Patalan 28' Jakóbczak 52' Krzynówek 62' Konkiewicz 84')

Korona Kielce – Polonia Warszawa 2:0 (Pietrasiński 52' Pastuszka 80')

KSZO Ostrowiec Świętokrzyski – ŁKS Łódź 0:1 (Osiński 43')

Lechia/Polonia Gdańsk – Stomil Olsztyn 2:3 (Fedoruk 29' Zieńczuk 57' – Dołęga 48' 73' Preis 64')

Raków Częstochowa – Widzew Łódź 0:0, k. 2:4

Naprzód Rydułtowy – Ruch Chorzów 1:1, k. 3:4 (Kulawik 94' – Dybiec 117' sam.)

Petrochemia Płock – Lech Poznań 2:1 dogr. (Sobolewski 47' Bajera 104' – Reiss 9')

Świt Nowy Dwór Mazowiecki – Legia Warszawa 1:3 (Kryński 9' – Karwan 33' 85' Włodarczyk 90')

Varta Namysłów – Odra Wodzisław Śląski 1:1, k. 2:4 (Konon 68' – Malinowski 81')

## 1/8 finału
Mecze zostały rozegrane 7 listopada 1998.
RKS Radomsko – Wisła Kraków 3:1 (Rogan 60' Kukulski 72' Tomasiak 90' – Czerwiec 29')

Aluminium Konin – Odra Wodzisław Śląski 1:0 (Bugaj 70')

Amica Wronki – ŁKS Łódź 2:1 (Król 62' Jackiewicz 76' – Batata 67')

Petrochemia Płock – Stomil Olsztyn 0:1 (Szwed 29')

GKS Bełchatów – Legia Warszawa 0:0, k. 3:2

Groclin Grodzisk Wielkopolski – Widzew Łódź 0:4 (Szymkowiak 51' 68' Gula 54' Citko 82')

Korona Kielce – GKS Katowice 1:0 (Pietrasiński 45')

Wawel Kraków – Ruch Chorzów 0:3 (Mizia 68' Dżikia 79' Śrutwa 81')

## Ćwierćfinały
Pierwsze mecze zostały rozegrane 10 marca 1999, a rewanże 14 kwietnia 1999.
Korona Kielce – GKS Bełchatów 2:1 (Pacoń 87' Pastuszka 89' – Patalan 43')

GKS Bełchatów – Korona Kielce 1:0 (Nocoń 17')

–

Ruch Chorzów – RKS Radomsko 2:1 (Włodarczyk 2' Bizacki 71' – Lamch 10')

RKS Radomsko – Ruch Chorzów 0:2 (Jamróz 31' Jordan 90')

–

Widzew Łódź – Aluminium Konin 3:0 (Gęsior 4' Czajkowski 13' 53')

Aluminium Konin – Widzew Łódź 1:0 (Lisewski 56')

–

Amica Wronki – Stomil Olsztyn 3:0 (Kryszałowicz 56' Dubiela 73' 90')

Stomil Olsztyn – Amica Wronki 1:1 (Ramelis 38' – Kalu 90')

## Półfinały
Pierwsze mecze zostały rozegrane 4 i 5 maja 1999, a rewanże 19 maja 1999.
GKS Bełchatów – Ruch Chorzów 0:0

Ruch Chorzów – GKS Bełchatów 0:1 (Krzynówek 64')

–

Amica Wronki – Widzew Łódź 1:1 (Bosacki 58' – Gęsior 62')

Widzew Łódź – Amica Wronki 1:1, k. 7:8 (Gęsior 72' – Kalu 24')

## Finał
| 13 czerwca 1999 16:00 | Amica Wronki · Siara 46' | 1:00:01999-06-13 Raport | GKS Bełchatów | Stadion Miejski, Poznań Widzów: 3 000 Sędzia: Jacek Granat (Warszawa) |
|                       |                          |                         |               |                                                                       |

| Puchar Polski w piłce nożnej 1998/1999 Zwycięzcy |
| ------------------------------------------------ |
| Amica Wronki 2. Tytuł                            |